# Готтенхайм
Готтенхайм (нем. Gottenheim) — община в Германии, в земле Баден-Вюртемберг. 
Подчиняется административному округу Фрайбург. Входит в состав района Брайсгау — Верхний Шварцвальд.  Население составляет 2608 человек (на 31 декабря 2010 года). Занимает площадь 8,74 км².